# پیتر میلر
پیتر میلر (انگلیسی: Peter Miller; ۱۶ اکتبر ۱۹۶۰ – ۲۷ ژوئیهٔ ۲۰۱۴) مهندس نرم‌افزار اهل استرالیا بود.